# Euplectes psammacromius
Euplectes psammacromius là một loài chim trong họ Ploceidae.